# Szentjánoshegy
Szentjánoshegy, Szentjánosfalva, románul: Nucet, német nyelven Johannisberg, település Romániában, Erdélyben, Szeben megyében. Közigazgatásilag Veresmart községhez tartozik.

## Fekvése
Nagyszebentől keletre, a Hortobágy vize bal partjának közelében, Hortobágyfalva Oltszakadát és Holcmány közt fekvő település.

## Története
Szentjánosfalva Szentjánoshegy nevét 1387-ben már említette oklevél villa regia ZentJanusfalua néven.
További névváltozatai: 1435-ben p. Zenthjanoshegye, 1539-ben Janusfalva (Ve: Doc. I. 20), 1733-ban Nucsed, 1750-ben Nucset, 1760–1762 között Szt. Jánoshegy, 1808-ban Szentjánoshegy, Jannesberg Szentjánoshegy Johannesberg, Nucséd, 1861-ben Szent-Jánoshegye, Johannsberg, Nutsed, 1888-ban Szentjánoshegy (Johannisberg, Nucet, Nucset), 1913-ban Szentjánoshegy.
1435 májusában Zsigmond király az ekkor Fehér vármegyében fekvő Szentjánoshegyét adományozta Johanni magistri filii Baltasar de Enyed-nek, a királyi kancellária jegyzőjének.
A trianoni békeszerződés előtt Szeben vármegye Újegyházi járásához tartozott.
1910-ben 764 lakosából 760 román volt. Ebből 238 görögkatolikus, 526 görögkeleti ortodox volt.

## Források

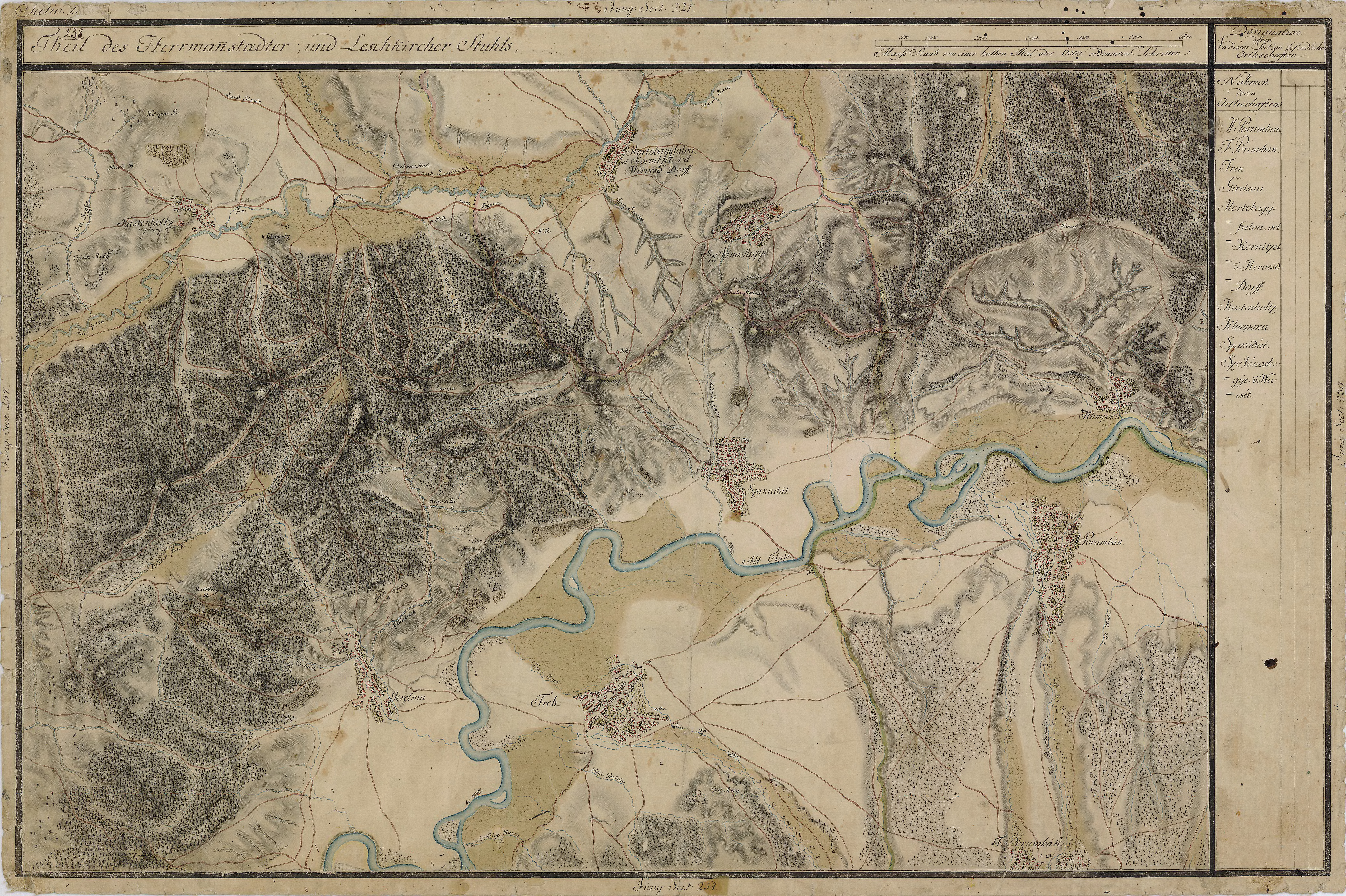
Szentjánoshegy egy régi térképen